# 514107 Ka`epaoka`awela
514107 Ka`epaoka`awela este o planetă minoră (asteroid) din Sistemul Solar. A fost descoperită pe 26 noiembrie 2014 la Haleakalā Observatory⁠(d) de Pan-STARRS1⁠(d). 
Obiectul prezintă o orbită caracterizată de o semiaxă mare de 5,1304212950203 UAi, o excentricitate de 0,37716206559187, o înclinație de 163,12235386752 ° în raport cu ecliptica.